# Scinax hayii
Scinax hayii és una espècie d'amfibi de la família dels hílids. És endèmica del Brasil. Els seus hàbitats naturals inclouen boscos tropicals o subtropicals secs i de baixa altitud, estatges montans secs, rius, aiguamolls d'aigua dolça, corrents intermitents d'aigua, pastures, àrees urbanes, zones prèviament boscoses ara molt degradades i estanys.